# Croton acutifolius
Croton acutifolius là một loài thực vật có hoa trong họ Đại kích. Loài này được Esser mô tả khoa học đầu tiên năm 2001.